# Villa Lante

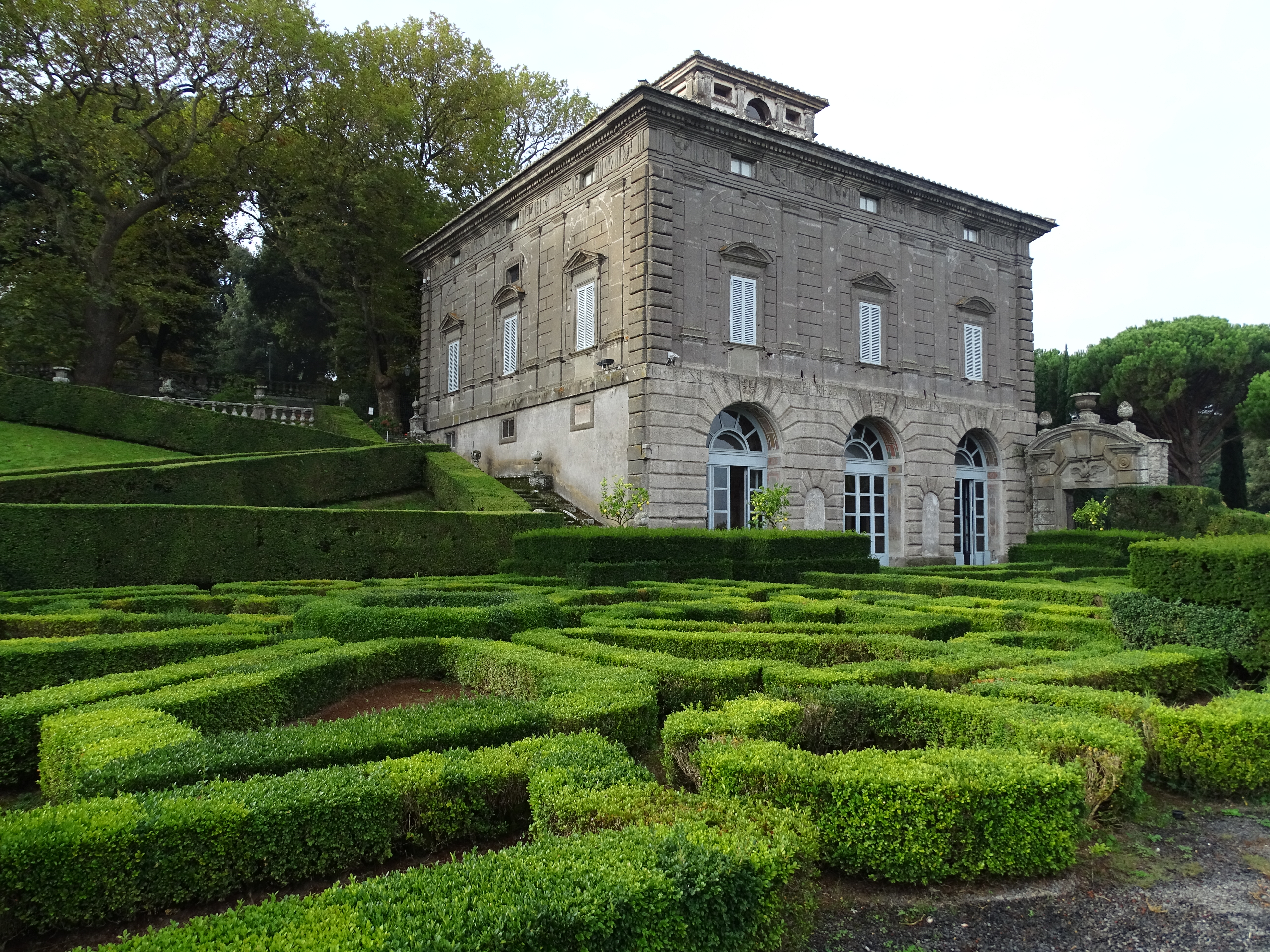
La villa Lante

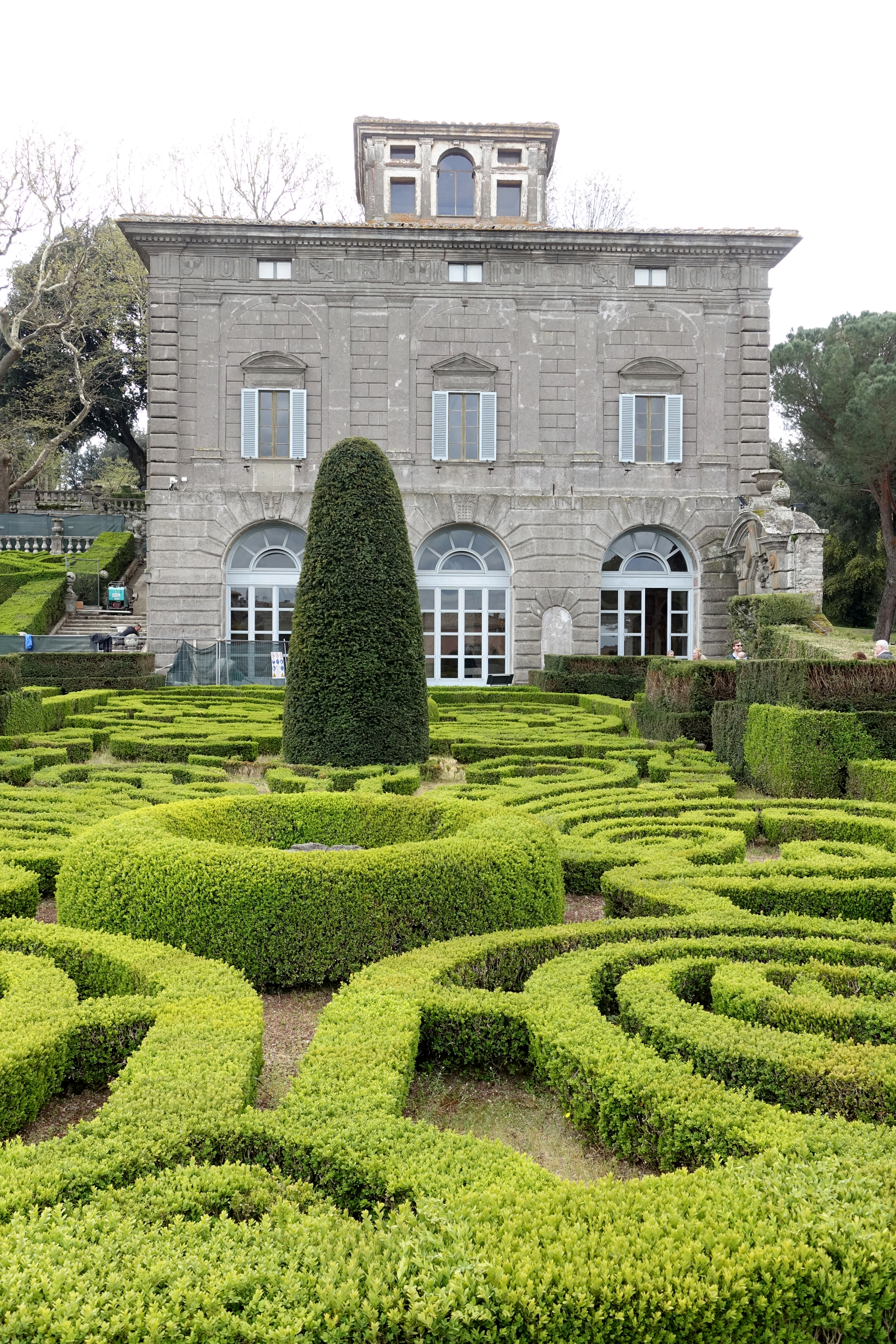
La villa y los jardines

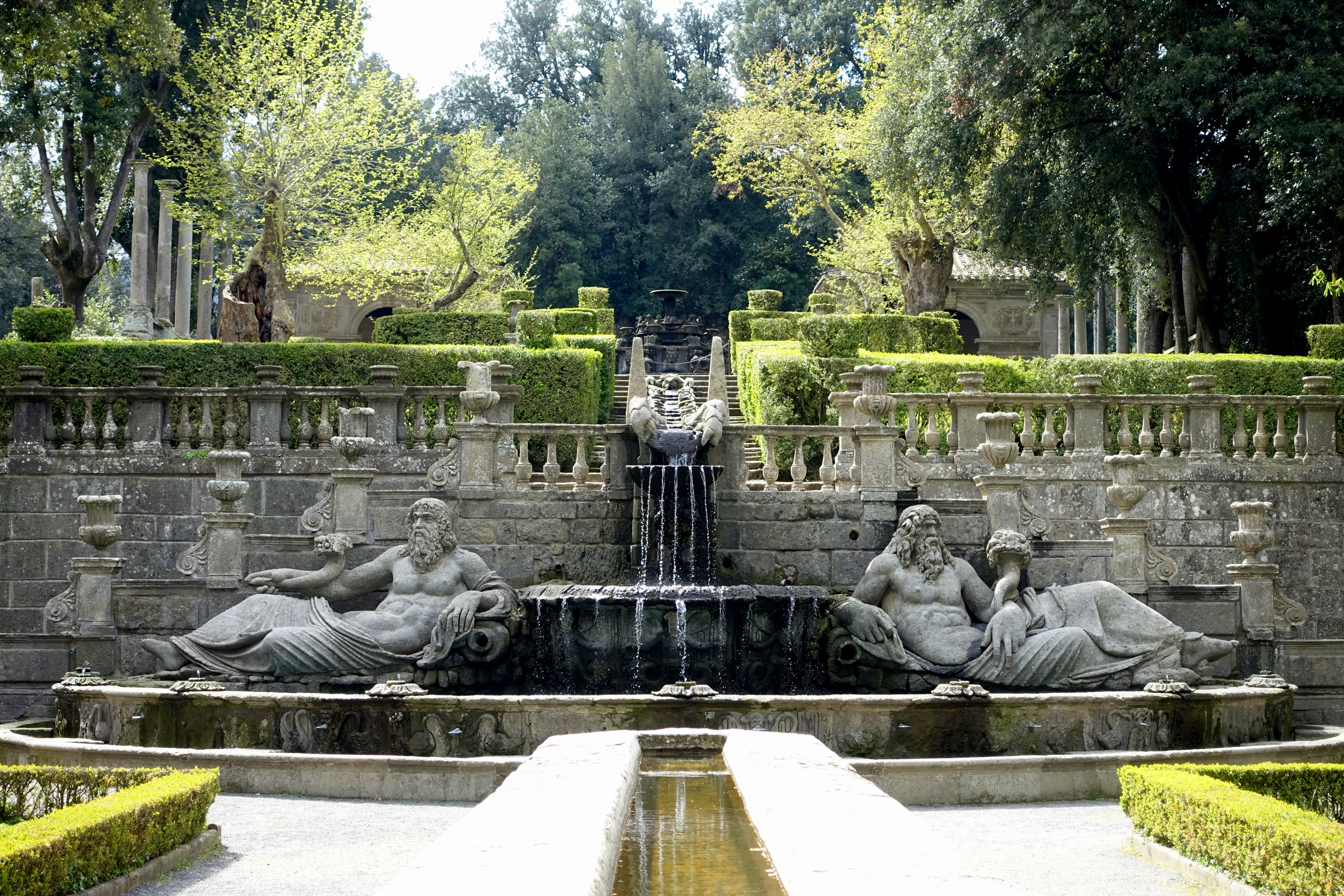
Jardines de la Villa Lante

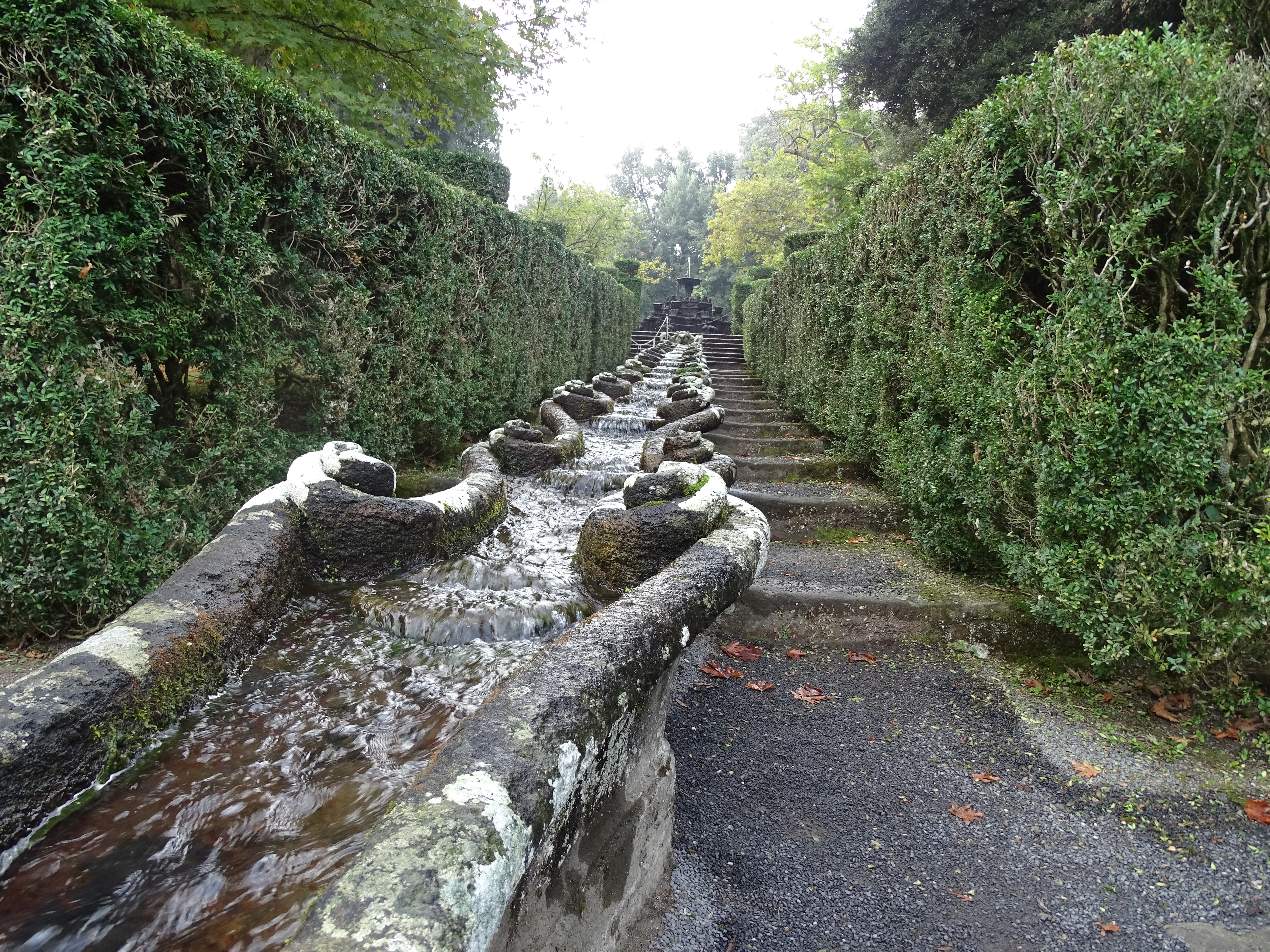
Juegos de agua

La Villa Lante en Bagnaia, cerca de Viterbo, y atribuida a Giacomo Barozzi da Vignola) (no hay documentación contemporánea) es, con el famoso jardín de Bomarzo, una de las más conocidas villas ajardinadas del siglo XVI italiano. La primera sorpresa para el visitante al llegar desde la Villa Farnese en Caprarola es la enorme diferencia entre ambas a pesar de compartir el área, periodo, el estilo arquitectónico manierista y posiblemente el autor: hay poca o ninguna similitud. 
Aunque se la conoce como "Villa Lante", no pasó a llamarse así hasta que la adquirió Ippolito lante Montefeltro della Rovere, Duque de Bomarzo, en el siglo XVII, cuando ya tenía un siglo de antigüedad. 

## Diseño arquitectónico
Las construcciones de la plaza muestran, en sus antiguas fachadas, desgastados escudos de armas de papas y cardenales. Al traspasar el primer arco se encuentra la Villa Lante. Ésta en realidad se compone de dos casinos o casas de campo. Ambos casinos son casi idénticos entre sí pese a que fueron construidos por diferentes propietarios en diferentes épocas, separados por 30 años. Cada uno de los edificios, de planta rectangular, se compone en planta baja de rústicas arcadas o logias que soportan al piso noble. Cada fachada de este solo tiene tres ventanas, alternando frontones triangulares y de segmento. Cada ventana está dividida por pilastras dobles. Encima de cada ventana se ve un pequeño vano cuadrado que insinúa una entreplanta. Todo el conjunto está coronado por una torre o linterna en el centro del tejado. Estas elaboradas linternas tienen pilastras y ventanas, reales y cegadas.
Cada uno de estos casinos o casas de campo fue construido por un propietario distinto. Villa Lante fue la primera encargada por el cardenal Gianfrancesco Gambara, quién da el nombre al primero de los edificios. Parece que la obra comenzó en 1566 con el casino a mano derecha según se entra. Se piensa que Gambara encargó a Vignola diseñar el proyecto (la villa es solo atribuida a Vignola), y comenzó el trabajo y diseño de los jardines por los cuales la villa se hizo famosa. El primer casino y jardín superior fueron rápidamente completados, pero las obras se suspendieron entonces y Gambara murió sin verlas terminadas en 1587. En ese año fue sucedido en el cargo de administrador apostólico de Viterbo por el sobrino de 17 años del papa Sixto V, el cardenal Alessandro Peretti di Monalto. Él fue quién ordenó completar el proyecto de Bagnaia y construyó el segundo casino. La única diferencia notable entre ambos casinos se encuentra en sus frescos: frescos de paisajes en el de Gambara y más clásicos en el de Monalto.

## Diseño de los jardines
Los jardines de la Villa Lante son el principal motivo por el que esta se hizo famosa, especialmente por sus cascadas y fuentes. La coreografía visual y armoniosa del agua y la perfección mecánica de su flujo solo fue alcanzada por Tommaso Ghinucci, un ingeniero hidráulico y arquitecto de Siena. Pese al que el reconocido anticuario y arquitecto Pirro Ligorio fue también consultado, parece probable que el éxito de estas cualidades referidas al agua se deban a la experiencia de Ghinucci, que aseguró que el agua haya fluido hasta nuestros días.
Entrando desde el rútisco arco de la villa, y dejando atrás la seca, polvorienta y populosa plaza, nos encontramos inmediatamente con un nuevo espacio verde, fresco y limpio. La primera confrontación se produce en el Quadrato, un parterre cuadrado perfecto, conseguido una generación entera después de los primeros parterres franceses en el castillo de Saint-Germain-en-Laye y Fontainebleau: el contraste entre la plaza del pueblo detrás de la escena del nuevo parterre debió ser aún más impresionante que hoy en día.
Los casinos gemelos quedan a un lado, mientras que los tres lados restantes del jardín son cerrados por altos setos cúbicos. En el centro, un seto más bajo de planta cuadrada es esculpido formando patrones decorativos alrededor de pequeñas fuentes y esculturas. La principal característica de este parterre es su compleja fuente y su centro, formado por cuatro cuencas, separado por caminos parapetados, estando los parapetos decorados con pequeñas piñas de piedra y urnas que cruzan el agua.
En el corazón del complejo, una cuenca central tiene la célebre Fontana dei Mori por Giambologna.